# Magistra vitae
Magistra vitae es una expresión latina, utilizada por Cicerón en su De Oratore como una personificación de la historia, a la que califica como "maestra de vida". A menudo es citada como Historia est magistra vitae, transmite la idea de que el estudio del pasado debe servir como una lección para el futuro, y fue un importante pilar de la historiografía clásica, medieval y renacentista.
La frase completa es:

| Historia vero testis temporum, lux veritatis, vita memoriae, magistra vitae, nuntia vetustatis, qua voce alia nisi oratoris immortalitati commendatur? | ¿Con qué otra voz, además de la del orador, la historia, testigo del tiempo, luz de la verdad, vida de la memoria, directora de la vida, heraldo de la antigüedad, está comprometida con la inmortalidad? |
Cicerón, De Oratore, II, 36.